# رودي بيج
رودي بيج (بالإنجليزية: Rudy Paige)‏ هو لاعب اتحاد الرغبي جنوب أفريقي، ولد في 2 أغسطس 1989 في Heidelberg, Western Cape ‏ في جنوب أفريقيا.

## وصلات خارجية
- رودي بيج عل موقع إسبنسكروم (الإنجليزية)
- رودي بيج على موقع ItsRugby.co.uk (الإنجليزية)